# Dave Goldberg
Dave Goldberg, född 2 oktober 1967, död 1 maj 2015, var en amerikansk affärsman. Han var medgrundare och VD för Launch Media, en musikströmningstjänst som förvärvades av Yahoo! år 2001. Efter förvärvet arbetade Goldberg som vice VD och general manager för Yahoo! Music. Senare blev han VD för SurveyMonkey, ett online-undersökningsföretag, där han arbetade fram till sin plötsliga död vid 47 års ålder. Dödsorsaken uppgavs först vara en följd av ett huvudtrauma efter att han fallit från ett löpband men senare har dödsorsaken uppgivits bero på hjärtarytmi.
Goldberg var gift med Facebooks operativa chef Sheryl Sandberg, som skrev boken Alternativ B: Att möta motgångar, bygga upp motståndskraft och hitta glädje efter hans bortgång.